# Maquiné
Maquiné es un municipio brasileño del estado de Rio Grande do Sul, departamento en el extremo sur de Brasil. 
El municipio se encuentra ubicado en las coordenada geográficas de 29º40'30" Sur de latitud y una longitud de 50º12'26" Oeste, estando a una altitud de 12 m s. n. m. Su población estimada para el año 2004 era de 7.559 habitantes. Tiene superficie de 625,24 km². 
El motor básico de su economía es la agricultura, pero últimamente hay un incremento de actividad económica relacionada con el turismo, debido en parte a su bien conservado patrimonio natural.